# Favourite Game
Favourite Game is een nummer van de Belgische indierockband dEUS uit 2008. Het is de vijfde single van hun vijfde studioalbum Vantage Point.
Het nummer gaat over seks met je ex-vriendin. Alhoewel de teksten vrij expliciet zijn was de oorspronkelijke tekst veel schunniger, zoals de eerste titel, "Re-fuck" al doet vermoeden. "Favourite Game" leverde dEUS een mager succesje op in Vlaanderen, met een 8e positie in de Tipparade.